# Liste der Stolpersteine in Bad Salzungen

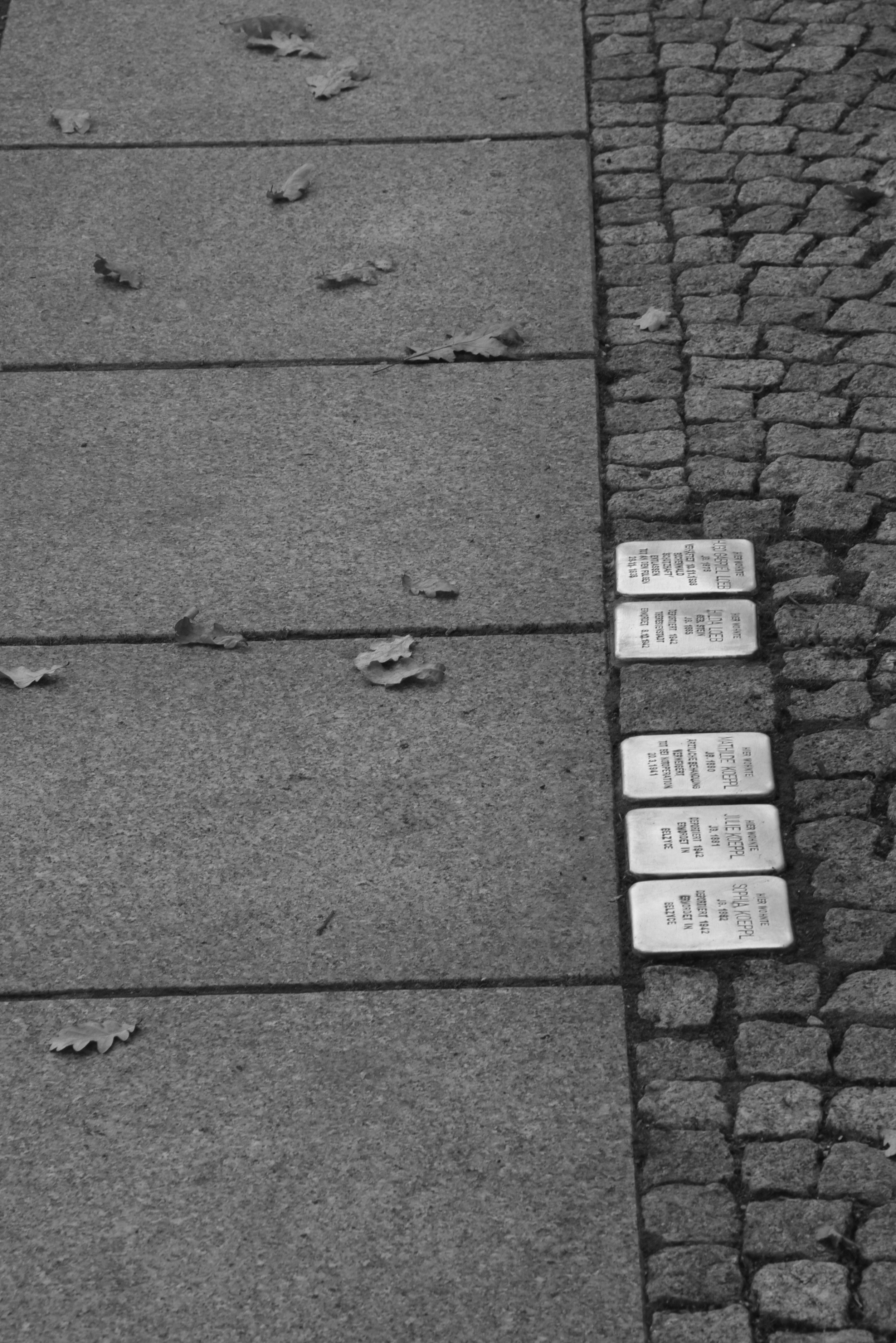
Stolpersteine in Bad Salzungen

Die Liste der Stolpersteine in Bad Salzungen enthält die Stolpersteine, die vom Kölner Künstler Gunter Demnig in der thüringischen Kurstadt Bad Salzungen im Wartburgkreis verlegt wurden. Stolpersteine erinnern an das Schicksal der Menschen, die von den Nationalsozialisten ermordet, deportiert, vertrieben oder in den Suizid getrieben wurden. Sie liegen im Regelfall vor dem letzten selbst gewählten Wohnsitz des Opfers.
Die erste Verlegung in Bad Salzungen erfolgte am 11. August 2009.

## Stolpersteine
In Bad Salzungen wurden 16 Stolpersteine an fünf Adressen verlegt.
| Stolperstein | Inschrift | Verlegeort        | Name, Leben |
| ------------ | --- | ----------------- | --- |
|              | HIER WOHNTE BERTA EISEMANN GEB. MÜHLFELDER JG. 1886 DEPORTIERT 1942 BELZYCE ERMORDET                                       | Michaelisstraße 7 | Berta Eisemann (auch Bertha) geb. Mühlfelder wurde am 31. August 1886 im thüringischen Bauerbach geboren. Ihre Eltern waren Emanuel Mühlfelder und Babette geb. Hanauer. Berta Mühlfelder heiratete am 6. November 1907 in Ritschenhausen den Kaufmann Max Eisemann aus Bad Salzungen (1876–1931). Das Paar bekam zwei Töchter, Ruth (geb. am 23. August 1908) und Vera (geb. am 7. Juni 1910). Ihr Ehemann sowie dessen Brüder Julius und Moritz waren Inhaber der „Gebrüder Eisemann“, die in der Bahnhofstraße 1 ein Geschäft für Herrenmode, Weißwaren und Wäsche führten. Dort wohnte auch Berta Eisemann mit ihrer Familie. Nach dem Tod von Julius 1924 und Wegzug Moritz Eisemanns führte Max Eisemann das Geschäft allein weiter. Am 5. Mai 1931 starb er, Berta Eisemann führte das Geschäft weiter. 1934 heiratete die ältere Tochter Walter Jacobsohn. Während der Novemberpogrome 1938 wurde die gesamte Familie in „Schutzhaft“ genommen. Zwar wurden die Frauen am nächsten Tag wieder freigelassen, doch Schwiegersohn Walter Jacobsohn und Großcousin Moses Eisemann, die beide im Hause lebten, wurden in das KZ Buchenwald verschleppt. Nach ihrer Rückkehr emigrierte Walter Jacobsohn mit Ehefrau in die USA. Auch Berta Eisemann und ihre zweite Tochter strebten erfolglos die Ausreise an. Tochter Vera war an Tuberkulose erkrankt und erhielt kein Visum für die Ausreise in die USA, Berta Eisemann blieb bei ihr. Beide wurden am 10. Mai 1942 von Weimar aus in das Ghetto Belzyce deportiert. Das Todesdatum ist unbekannt, als Todesort wird der Distrikt Lublin im Generalgouvernement angegeben. Ihre Tochter Ruth Jacobson konnte mit ihrer Familie in die USA flüchten, sie überlebten. |
|              | HIER WOHNTE ELFRIEDE EISEMANN JG. 1921 ?                                                                                   | Markt 16          | Elfriede Eisemann (1921–???) |
|              | HIER WOHNTE EMIL EISEMANN JG. 1882 DEPORTIERT 1942 BELZYCE ERMORDET                                                        | Markt 16          | Emil Eisemann (1882–1942) |
|              | HIER WOHNTE JETTE EISEMANN GEB. HAUSCHILD JG. 1889 DEPORTIERT 1942 BELZYCE ERMORDET                                        | Markt 16          | Jette Eisemann geb. Hauschild (1889–1942) |
|              | HIER WOHNTE VERA EISEMANN JG. 1910 DEPORTIERT 1942 BELZYCE ERMORDET                                                        | Michaelisstraße 7 | Vera Eisemann (1910–1942) besuchte ebenso wie ihre Schwester die Realschule. |
|              | HIER WOHNTE KLARA FRANK GEB. EISEMANN JG. 1884 DEPORTIERT 1942 ERMORDET IN BELZYCE                                         | Ratsstraße 9      | Klara Frank geb. Eisemann (1884–1942) |
|              | HIER WOHNTE WILLY FRANK JG. 1887 DEPORTIERT 1942 ERMORDET IN BELZYCE                                                       | Ratsstraße 9      | Willy Frank (1887–1942) |
|              | HIER WOHNTE IDA HOFMANN GEB. KATZ JG. 1876 DEPORTIERT 1943 THERESIENSTADT TOT 21.4.1944                                    | Ratsstraße 20     | Ida Hofmann geb. Katz (1876–1944) |
|              | HIER WOHNTE JULIE KOEPPL JG. 1881 DEPORTIERT 1942 ERMORDET IN BELZYCE                                                      | Nappenplatz 3     | Julie Koeppl |
|              | HIER WOHNTE MATHILDE KOEPPL JG. 1880 ÄRZTLICHE BEHANDLUNG VERWEIGERT TOT BEI NOTOPERATION 20.3.1941                        | Nappenplatz 3     | Mathilde Koeppl |
|              | HIER WOHNTE SOPHIA KOEPPL JG. 1882 DEPORTIERT 1942 ERMORDET IN BELZYCE                                                     | Nappenplatz 3     | Sophia Koeppl |
|              | HIER WOHNTE HILDA LOEB GEB. STEIN JG. 1885 DEPORTIERT 1942 THERESIENSTADT ERMORDET 8.10.1942                               | Nappenplatz 3     | Hilda Loeb |
|              | HIER WOHNTE HUGO GABRIEL LOEB JG. 1876 VERHAFTET 10.11.1938 BUCHENWALD 'SCHUTZHAFT’ ENTLASSEN TOT AN DEN FOLGEN 29.11.1938 | Nappenplatz 3     | Hugo Gabriel Loeb |
|              | HIER WOHNTE BELLA WEINMANN GEB. HOFMANN JG. 1907 DEPORTIERT 1942 BELZYCE ERMORDET                                          | Ratsstraße 20     | Bella Weinmann geb. Hofmann (1907–1942) |
|              | HIER WOHNTE BENNO WEINMANN JG. 1883 DEPORTIERT 1942 BELZYCE ERMORDET                                                       | Ratsstraße 20     | Benno Weinmann (1883–1942) |
|              | HIER WOHNTE INGE WEINMANN JG. 1937 DEPORTIERT 1942 BELZYCE ERMORDET                                                        | Ratsstraße 20     | Inge Weinmann (1937–1942) |

## Verlegungen
Bereits 1995 wurde ein Denkmal errichtet, welches „den Opfern der Vertreibung“ gewidmet ist. Gunter Demnig verlegte die Stolpersteine an folgenden Tagen persönlich:
- 11. August 2009: Markt 16, Ratsstraße 20, Michaelisstraße 7 (ehemalige Bahnhofstraße 1)
- 31. Juli 2012: Nappenplatz 3, Ratsstraße 9[2]